# Dsungarisches Khanat

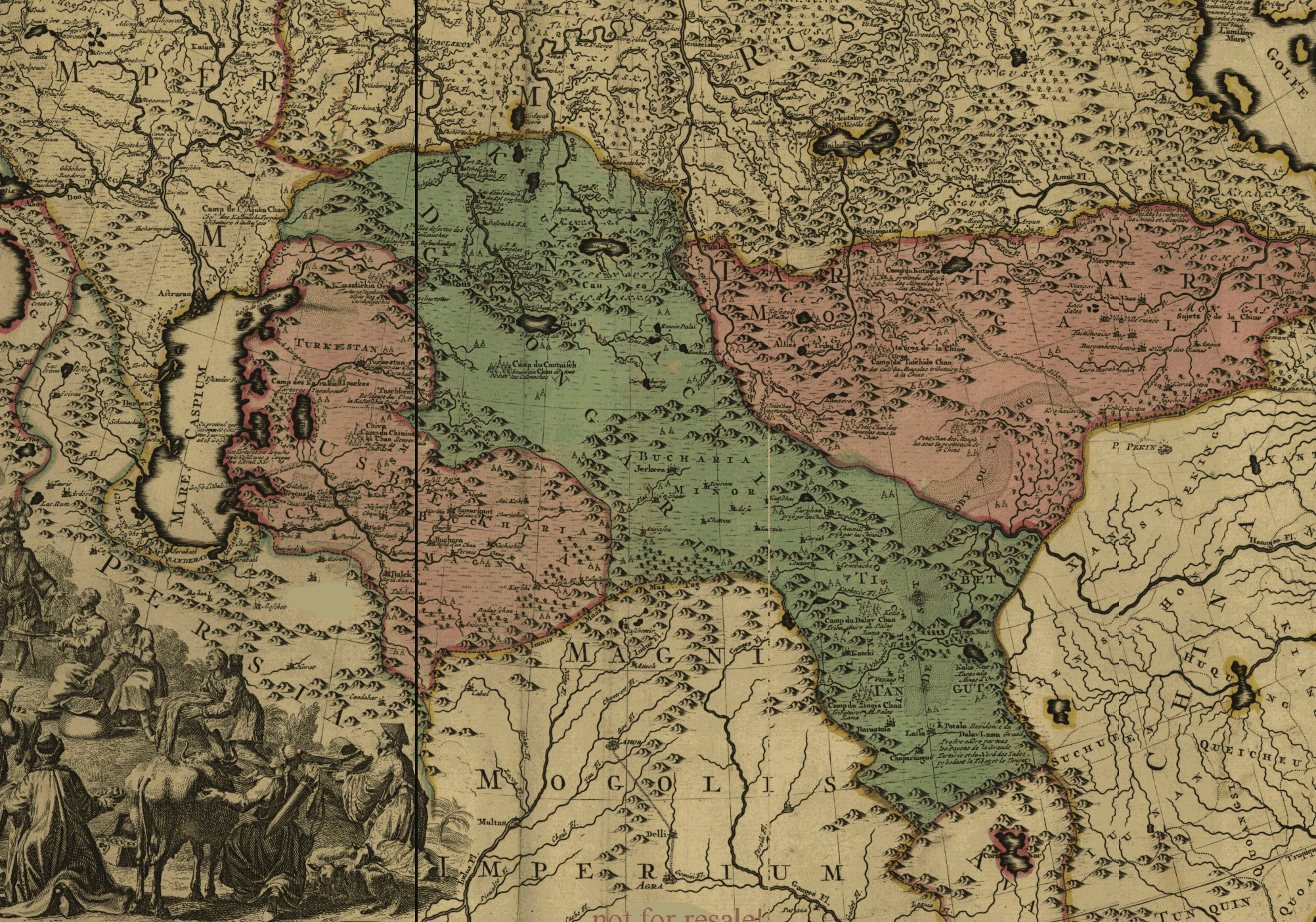
Ausdehnung des Dsungarischen Khanats (grün) von West-Tibet bis zum Uralfluss auf einer französischen Karte, 1720

Das Dsungarische Khanat war ein Steppenreich der Dsungaren, einer Untergruppe der mongolischen Oiraten, in der nach ihnen benannten Dsungarei, das gegen 1638 entstand und 1759 zerstört wurde.

## Gründung und Entwicklung
Unter den westmongolischen Oiraten gab es im 16. Jahrhundert – gerade in Konkurrenz zu den ostmongolischen Khalka – viele Versuche, in dem Gebiet die Vorherrschaft zu erlangen, und es kam immer wieder zu Konflikten unter den beteiligten Stämmen.

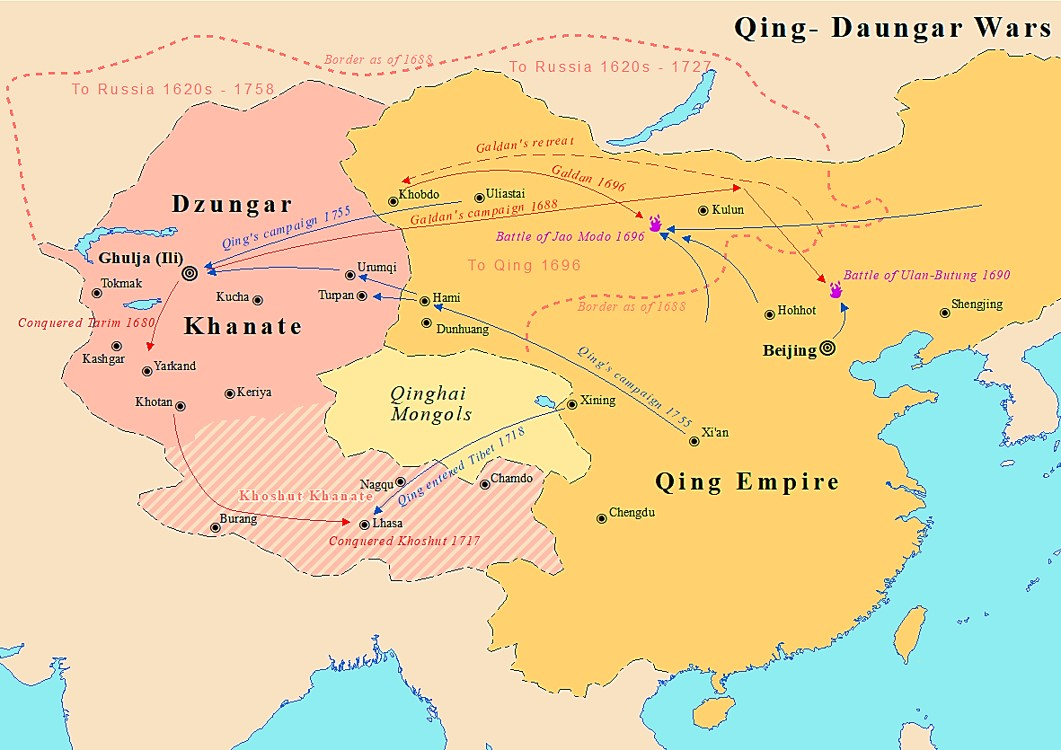
Operationen zwischen dem Dsungarischen Khanat und dem Qing-Reich, mit
a) größter Ausdehnung des Dsungarischen Khanats 1688 und Galdans Vorstoß nach China.
b) Chines. Vorstoß 1696.
c) Dsungar. Vorstöße ins Choschuten-Khanat.
d) Chines. Vorstöße 1755.

1640 wurde beim Treffen am Imil-Fluss das Dsungarische Khanat durch Khungtaidschi Batur gegründet. Er führte seine Horde 1643 in das Ili-Gebiet (Siebenstromland). Diese Oiratengruppe wurde fortan auch als Dsungaren (von Jüün Ghar, „linker Flügel“ – gemeint: im mongolischen Heer) bezeichnet und beanspruchte die Oberhoheit über die anderen Gruppen. 1653 bis 1671 folgte Baturs Sohn Khungtaidschi Sengge, ab 1671 sein anderer Sohn Galdan, der Kaschgarien besetzte. Dann richtete Galdan seine Aufmerksamkeit auf die innermongolischen Gebiete und ihre Oberherren, die Qing-Dynastie. Er scheiterte – im Jahr 1696 blieben die Truppen des Qing-Kaisers Kangxi (1661–1722) an der Tula bei Zuunmod siegreich, Galdans Frau fiel und der Khan beging wohl Selbstmord.
Galdans Neffe Tsewangrabtan, mit dem Galdan verfeindet gewesen war, kam an die Macht, hielt mit China zunächst Frieden und griff stattdessen ab 1698 die Kasachen unter Tauke an. Im Jahr 1717 erschien Tsewangrabtans Armee in Lhasa (Tibet), wo er den Regenten Lhabzang von den Choschuten tötete. Dies löste 1720 einen siegreichen Einmarsch der Qing-Armee in Tibet aus. Eine weitere Qing-Armee marschierte gegen das Dsungarische Khanat und siegte bei Ürümqi, so dass Tsewangrabtan 1724 Frieden schließen musste. Die Dsungaren blieben aber 1720 bei Zaisan gegen die besser bewaffneten Russen erfolgreich.
Tsewangrabtan wandte sich nun gegen die Nachbarn im Westen. Die Kasachen hatten besonders darunter zu leiden. Mit der Niederlage der Kasachen 1718 am Fluss Ajagus (am Balchaschsee) beginnt dort die Zeit des „Großen Unglücks“. Aber auch seine Beziehungen zu den oiratischen Torguten (oft Kalmücken genannt, zu der Zeit manchmal noch eine Bezeichnung für alle Oiraten) des Khan Ayuki (reg. 1670–1724) waren nicht die besten – dort endete eine politische Heirat im Konflikt.

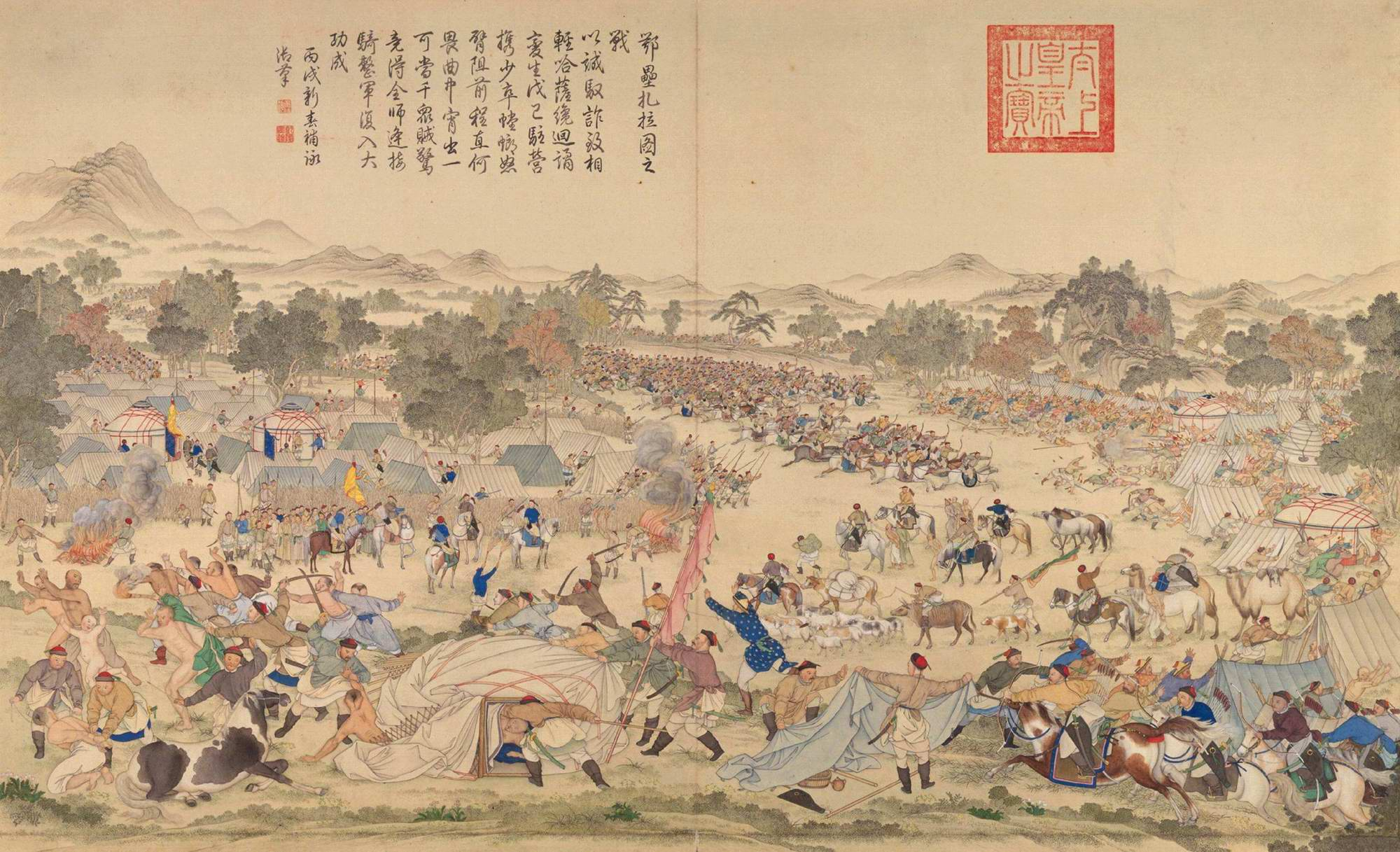
Chinesisches Gemälde der Schlacht von Oroi-Dschalatu 1756; die Dsungaren können einen Angriff von General Zhaohui abwehren.

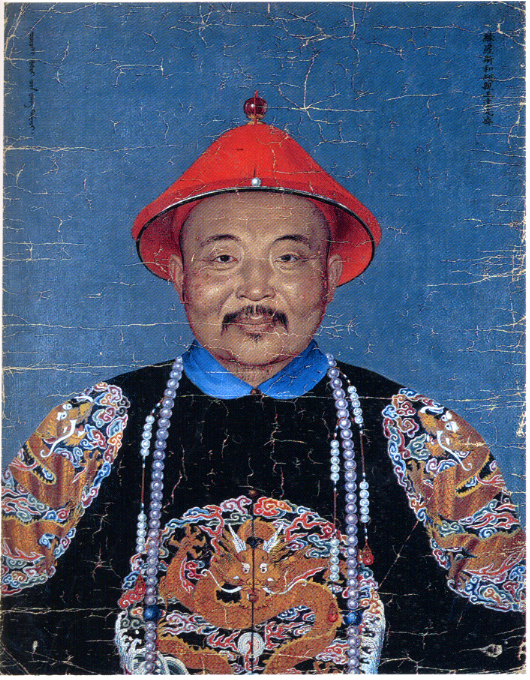
Der letzte dsungarische Khan Dawatschi, Bild zwischen 1755–59

Tsewangrabtans Sohn Galdan Tsereng (1727–1745) setzte seine Politik fort.
1735 sandte er seine erste Tributgesandtschaft nach Peking.
1739 schloss er mit den Khalka einen Friedensvertrag, mit dem die Altai-Grenze festgelegt wurde.
1741 sandte er zwei Armeen gegen das Kasachen-Khanat, die Abylai Khan besiegten und gefangen nahmen (1741/42), die Khane Abu'l Muhammed und Baraq zur Stellung von Geiseln bewogen, erneut das Syrdarja-Gebiet verwüsteten und bis zur russischen Grenze (1744) kamen.
Galdan Tsereng starb im August oder September 1745.

## Untergang
Sein zweiter Sohn Bayan bzw. Tsewang Dordschi Namdschar wurde als Khan eingesetzt, war jedoch noch zu jung für das Amt und wurde deswegen 1750 in einem Putsch einiger Offiziere zugunsten seines älteren Bruders Lama Dardscha abgesetzt. Einflussreiche Verwandte – die Fürsten Dawatschi und Amarsanaa – akzeptierten den neuen Herrscher nicht und begannen einen Machtkampf. Die beiden mussten zunächst fliehen, bis sie 1752 ihre Gegner besiegen konnten. Dawatschi wurde neuer Herrscher, Amarsanaa zerstritt sich jedoch 1754 mit ihm und musste erneut fliehen. Er fand bei den Chinesen Unterstützung, die die inneren Streitereien ausnutzten, 1755 Dawatschi besiegten und damit das Dsungarische Khanat eroberten.
Amarsanaa wandte sich in der Folge gegen die Chinesen und zettelte einen Aufstand an, der jedoch erfolglos blieb.
Die Chinesen richteten zur Verhinderung neuer Aufstände ein Massaker unter den Dsungaren an und brachten 1757/58 bis zu 200.000 Menschen um. Das Ili-Gebiet beziehungsweise das ganze heutige Xinjiang gehört seitdem zu China. Der Begriff Dsungaren wurde von der chinesischen Historienschreibung in Ölöten bzw. Olöten geändert beziehungsweise seine Benutzung verboten. Auch in Europa verwendete man die chinesische Bezeichnung für das Dsungarenreich.